# Mathematische Annalen
Ne doit pas être confondu avec Annals of Mathematics.
Les Mathematische Annalen (abrégé par Math. Ann. ou Math. Annal.), fondée en 1868 par Alfred Clebsch et Carl Neumann, est une revue de mathématiques allemande publiée par Springer Science+Business Media. Elle publie des articles en allemand, anglais et français qui couvrent une grande variété de domaines des mathématiques.
Parmi ses éditeurs les plus notables, citons Felix Klein, David Hilbert, Otto Blumenthal, Erich Hecke, Heinrich Behnke, Hans Grauert, Heinz Bauer, Herbert Amann (en), Jean-Pierre Bourguignon et Wolfgang Lück (en) et Nigel Hitchin.
La revue publie 3 volumes par an, chacun de 4 numéros. À titre d'exemple, le volume 374 est composé de 4 numéros : les numéros 1-2, datés de juin 2019, ont un total de 1032 pages, les numéros 3-4, datés de août 2019, couvrent les pages 1033-2088.
La revue est indexée par MathSciNet et Zentralblatt MATH. Les contributeurs les plus prolifiques au journal étaient Felix Klein (86 articles), Bartel Leendert van der Waerden (75), Adolf Hurwitz (44), Paul Albert Gordan et Oskar Perron (40 chacun) , Luitzen Egbertus Jan Brouwer et David Hilbert figurent parmi les plus importants contributeurs pour MathSciNet.